# 螺灯
螺灯（らとう）は、かつて石見銀山の間歩（坑道）で使われていた、明かりのこと。栄螺灯（さざえび、さざえとう）とも。

## 概要
サザエの殻に油を入れ、綿布や紙などを縒って芯にし、燃して明かりとして利用した。
油としては、エゴマ油や菜種油が主流であった。

## 役割
一見弱そうに思える螺灯の明かりだが、想像以上に強く明るい炎は夥しい煤を発生し、健康を害したことが容易に想像できる。
また、これらの炎の揺らぎは、酸欠の目印になったという。

## その他
石見銀山がある島根県大田市の公式マスコットキャラクター「らとちゃん」は、螺灯と鉱夫の衣装をモチーフにしている。